# 9070 Ensab
9070 Ensab è un asteroide della fascia principale. Scoperto nel 1993, presenta un'orbita caratterizzata da un semiasse maggiore pari a 2,9950852 UA e da un'eccentricità di 0,4331857, inclinata di 21,73831° rispetto all'eclittica.